# Дения Санчес, Сантьяго
Сантьяго Дения Санчес, более известный как Санти Дения (исп. Santiago Denia Sánchez; род. 9 марта 1974, Альбасете, Кастилия-Ла-Манча) — испанский футболист и футбольный тренер. В настоящее время является главным тренером молодёжной сборной Испании.

## Биография
Санти начинал свою карьеру в родном городе, впервые выйдя на поле в майке «Альбасете» в 18 лет. В 1995 году перешёл в «Атлетико Мадрид», с которым стал чемпионом Испании и обладателем Кубка Испании в сезоне 1995/96. Ещё играя в «Альбасете», вызывался в молодёжную сборную Испании, за которую провёл 27 матчей. Однако за главную команду страны Санти провёл всего две игры. В 2005 году вернулся в «Альбасете», где и завершил карьеру футболиста.
В 2009 году вошёл в тренерский штаб «Атлетико Мадрид» под руководством Абеля Ресино, а после отставки последнего исполнял обязанности главного тренера до прихода Кике Санчеса Флореса.
С 2010 года работает со сборными Испании различных возрастных групп. Так, с юношеской сборной до 17 лет Санти в качестве главного тренера выиграл чемпионат Европы 2017 в Хорватии и в том же году его подопечные сумели дойти до финала чемпионата мира U-17 в Индии, однако уступили англичанам. 
В 2019 году на посту главного тренера команды до 19 лет добился победы на чемпионате Европы 2019 в Армении.
В 2023 году, теперь уже будучи наставником молодёжной сборной, Санти проиграл финал чемпионата Европы, однако и этот результат позволил «красной фурии» успешно квалифицироваться в футбольный турнир Игр в Париже в 2024 году. После этого RFEF заявила о том, что Санти по совместительству будет руководить и олимпийской сборной.

## Достижения
В качестве игрока
- Чемпион Испании: 1995/96
- Обладатель Кубка Испании: 1995/96

В качестве тренера
- Победитель Чемпионата Европы (до 17 лет): 2017
- Победитель Чемпионата Европы (до 19 лет): 2019
- Олимпийский чемпион: 2024